# Charles Tillman
Charles Tillman, detto Peanut (Chicago, 23 febbraio 1981), è un ex giocatore di football americano statunitense che ha militato nel ruolo di cornerback nella National Football League (NFL). Fu scelto nel corso del secondo giro (35º assoluto) del Draft NFL 2003 dai Chicago Bears. Al college ha giocato a football alla Louisiana-Lafayette University.

## Carriera professionistica

### Chicago Bears
Tillman fu scelto nel corso del secondo giro del Draft 2003 dai Chicago Bears. Nella sua stagione da rookie divenne subito titolare facendo registrare 83 tackle e 4 intercetti. Un infortunio rese la sua seconda stagione meno proficua della precedente, ma Tillman si riprese nel terzo anno mettendo a segno 93 tackle e 5 intercetti, contribuendo a rendere quella dei Bears la miglior difesa della lega nella stagione 2005.

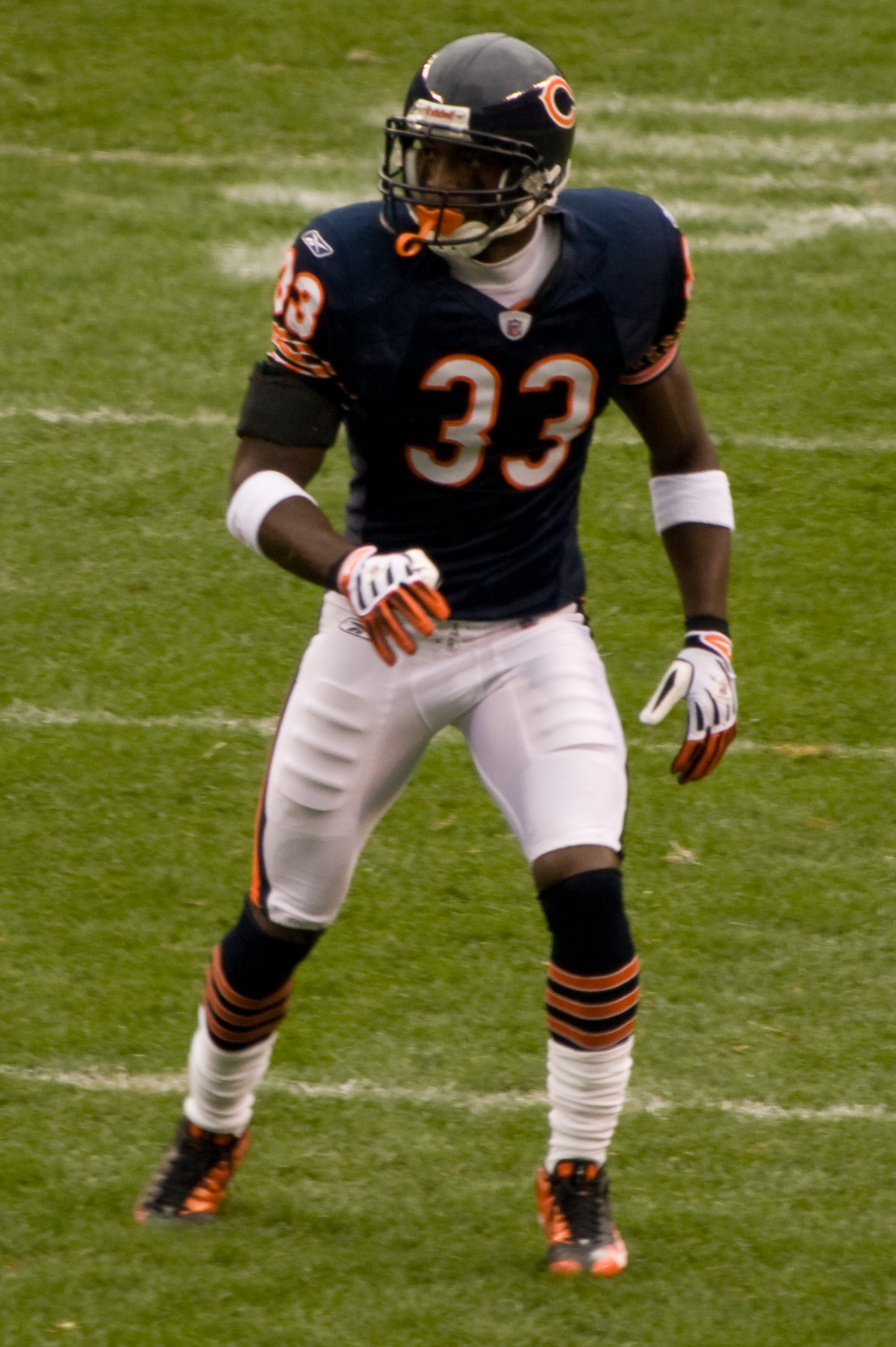
Tillman nel 2008

Nel 2006, Tillman guidò i defensive back dei Bears in tackle con 80. Inoltre intercettò 5 passaggi (massimo per la squadra alla pari di Ricky Manning Jr.) e forzò un fumble. La sua stagione terminò a due gare dal termine a causa di un infortunio. Tillman fu coinvolto in una rivalità degna di nota con Plaxico Burress prima di una gara del Monday Night Football contro i New York Giants. Giorni prima il ricevitore dei Giants Burress aveva affermato che la linea secondaria dei Bears era "nella media" e "facilmente battibile". Tillman rispose tenendo Burress a sole 11 yard ricevute e mettendo a segno anche un intercetto durante la partita. Molti tifosi dei Bears ritennero che Tillman avrebbe dovuto essere convocato per il Pro Bowl quell'anno, dal momento che fece registrare più tackle e intercetti di DeAngelo Hall e Ronde Barber.
I Bears fecero firmare a Tillman fecero firmare un prolungamento contrattuale di 6 anni il 24 luglio 2007. L'8 dicembre 2007, Tillman fu nominato come finalista per il prestigioso premio Walter Payton Man of the Year Award, assegnato a giocatori che si sono distinti per la loro grande opera di beneficenza.
Il 22 novembre 2009, in una gara del Sunday Night Football contro i Philadelphia Eagles, Tillman forzò tre fumble in una sola partita, due dei quali recuperati dai Bears.
Durante la stagione 2009, Tillman fece registrare due intercetti, tra cui uno che ritornò in touchdown. Inoltre forzò sei fumble, il secondo massimo della lega. Durante una gara del Monday Night Football contro i Minnesota Vikings il 28 dicembre 2009, Tillman si scontrò con la safety dei Bears Craig Steltz mentre tentava di mettere a segno un tackle su Visanthe Shiancoe. L'impatto ruppe alcune costole di Tillman e ferì uno dei suoi polmoni. Fu immediatamente portato all'ospedale e dimesso due giorni dopo. Dopo la stagione 2011, Tillman fu convocato per il suo primo Pro Bowl.
Nella settimana 5 della stagione 2012 contro i Jacksonville Jaguars, Tillman superò la free safety Mike Brown stabilendo il record di franchigia dei Bears per il maggior numero di touchdown difensivi in carriera quando ritornò un intercetto su Blaine Gabbert in touchdown. Tillman è alla pari con Donnell Woolford per il maggior numero di intercetti per un cornerback nella storia della squadra, dietro solo alle Gary Fencik e Richie Petitbon.

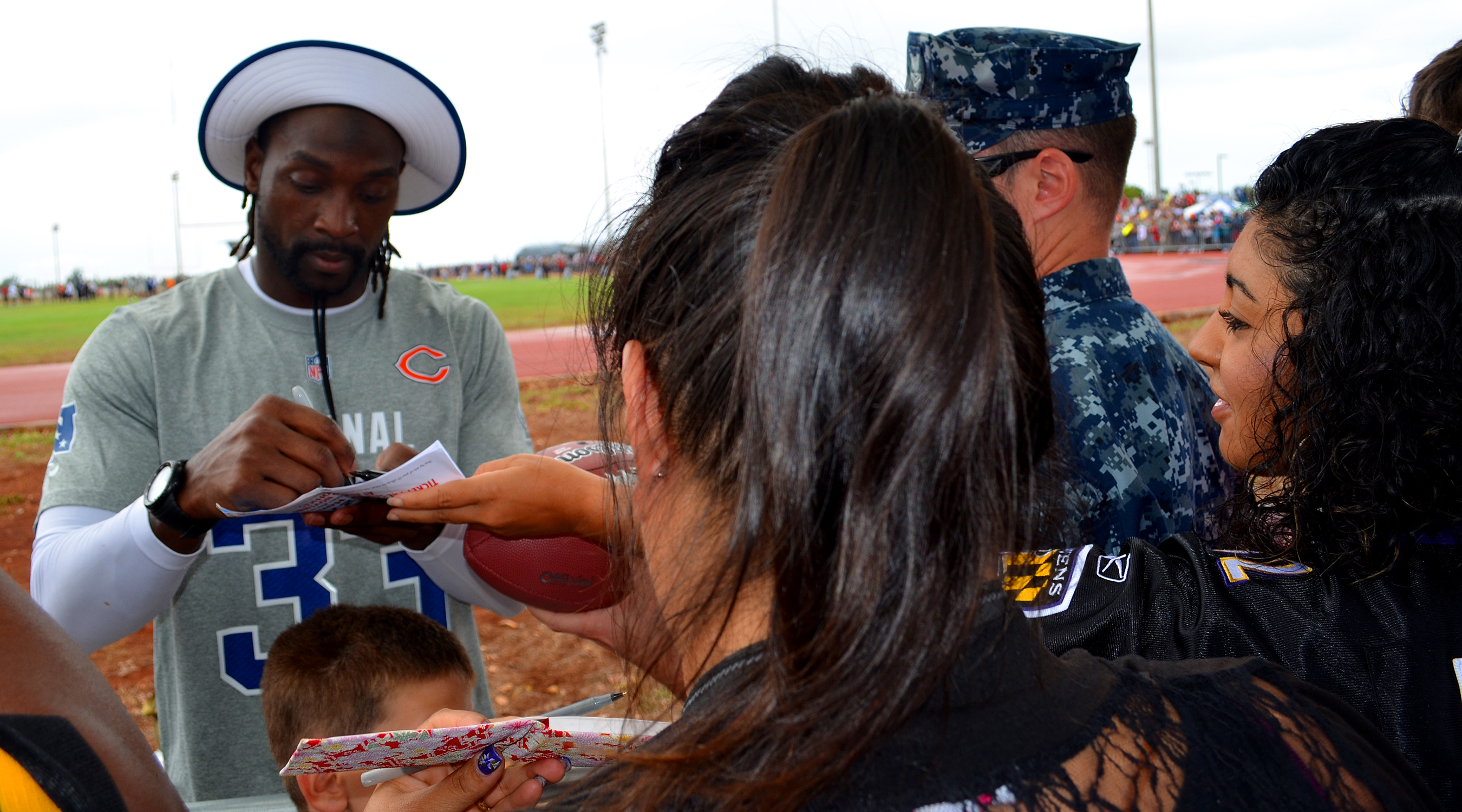
Charles Tillman durante una sessione di autografi prima del Pro Bowl 2013.

Il 4 novembre 2012, Tillman stabilì un nuovo record NFL contro i Tennessee Titans forzando quattro fumble in una sola gara, una cosa mai avvenuta da quando la lega ha iniziato a tenere ufficialmente traccia della statistica nel 1991. Il 23 dicembre contro gli Arizona Cardinals, Tillman intercettò il suo ottavo passaggio stagionale ritornandolo per 10 yard nel terzo touchdown dell'anno. Tre giorni dopo fu convocato per il secondo Pro Bowl in carriera. La sua stagione si concluse guidando la lega con 10 fumble forzati, oltre a 85 tackle, 3 intercetti e 3 touchdown. Il 12 gennaio 2013 fu inserito per la prima volta nel First-team All-Pro e a fine anno fu posizionato al numero 34 nella classifica dei migliori cento giocatori della stagione.
Nella prima gara della stagione 2013, Tillman esordì con due intercetti su Andy Dalton dei Cincinnati Bengals. Il terzo e ultimo stagionale lo fece registrare nella settimana 7 contro i Redskins. La sua annata si concluse con 41 tackle, 6 passaggi deviati e 3 fumble forzati.
Il 14 marzo 2014, Tillman firmò coi Bears un rinnovo contrattuale di un anno. Nella seconda settimana della stagione subì un infortunio a un tricipite che lo costrinse a perdere tutto il resto dell'annata.

### Carolina Panthers
Il 9 aprile 2015, Tillman firmò un contratto annuale con i Carolina Panthers per l'ultima stagione della carriera. Con essi raggiunse il Super Bowl 50, perso contro i Denver Broncos. Il 18 luglio 2016 annunciò il proprio ritiro.

## Palmarès

### Franchigia
- National Football Conference Championship: 2

Chicago Bears: 2006
Carolina Panthers: 2015

### Individuale
- Pro Bowl: 2

2011, 2012
- First-team All-Pro: 1

2012
- Walter Payton NFL Man of the Year Award: 1

2013
- Difensore del mese della AFC: 1

Ottobre 2012
- Leader della NFL in fumble forzati: 1

2012

## Statistiche
| Tackle         | 911 |
| Sack           | 3,0 |
| Intercetti     | 38  |
| Fumble forzati | 44  |